# Sven Lindqvist (calciatore)
Sven Lindqvist (Bromma, 26 marzo 1903 – 25 gennaio 1987) è stato un calciatore svedese, di ruolo centrocampista.

## Carriera

### Club
Giocò sempre il campionato svedese.

### Nazionale
Con la sua Nazionale partecipò ai Giochi olimpici del 1924, nei quali conquistò la medaglia di bronzo.